# Ladies of Leisure
Ladies of Leisure (Mujeres ligeras, 1930) es una película estadounidense dirigida por Frank Capra y protagonizada por Barbara Stanwyck y Ralph Graves. Está basada en la obra de teatro de 1924 Ladies of the Evening, escrita por Milton Herbert Gropper. 

## Argumento
Jerry Strong, hijo de un magnate del ferrocarril y aspirante a pintor, se escapa de una fiesta que ha permitido que su amigo Bill Standish celebrara en su ático de Nueva York. Mientras conduce alejándose de la fiesta, a 30 millas de Nueva York, su coche sufre un pinchazo y conoce a Kay Arnold, que también se está escapando de otra fiesta, a bordo de un yate. Jerry se ofrece a llevarla de vuelta a la ciudad y ella acepta. Aunque Kay se define a sí misma como una "chica de fiesta", Jerry parece o finge no entender que es una prostituta. Kay le roba la cartera y al ver la cantidad de billetes comprende que Jerry es millonario, por lo que inicia una complicada serie de engaños para atraparlo. Jerry le ofrece a Kay que pose como modelo para un cuadro titulado "Esperanza". En su primera sesión, Jerry le quita el maquillaje para intentar sacar su verdadera belleza. Standish, juerguista y bebedor, cree que Kay está bien con el maquillaje y la invita a un crucero a La Habana. Ella declina su oferta, ya que pretende haberse enamorado de Jerry y estar arrepentida de su pasado. Esta preocupación se refleja en su cara, y consigue una pose que finalmente Jerry encuentra inspiradora. Él trabaja hasta tan tarde que le ofrece a Kay quedarse a dormir en su sofá.
A la mañana siguiente el padre de Jerry, John, se presenta en su piso y le exige que deje a Kay y se case con su prometida Claire. John ha descubierto todo sobre el pasado de Kay, y ella no lo niega. Cuando Jerry se niega, John corta toda relación con su testarudo hijo. Kay decide, por el bien de Jerry, abandonarlo. Este,para no perderla, le declara su amor. Ella sugiere escaparse a Arizona.
La madre de Jerry visita a Kay. Aunque Kay la convence de que realmente ama a Jerry, la Sra. Strong le pide que lo deje por el bien de Jerry. Kay, llorando, accede y hace planes para irse a La Habana con Bill. Su compañera de piso y mejor amiga, Dot Lamar, se lo cuenta a Jerry pero para cuando lo encuentra el barco ya ha zarpado. Abatida, Kay intenta suicidarse tirándose al agua. Cuando despierta en el hospital, Jerry está al lado de su cama.
Memorables actuaciones de Barbara Stanwyck y Marie Prevost, aunque la película queda un tanto oscurecida por el inverosímil Ralph Graves en el papel de Jerry, prototipo del héroe ñoño que más tarde Capra repetiría una y otra vez con James Stewart y Gary Cooper.

## Reparto
- Barbara Stanwyck - Kay Arnold
- Ralph Graves - Jerry Strong
- Lowell Sherman - Bill Standish
- Marie Prevost - Dot Lamar
- Nance O'Neil - Mrs. Strong
- George Fawcett - John Strong
- Juliette Compton - Claire Collins

## Producción
Ladies of Leisure es la quinta película sonora de Frank Capra y el primer proyecto con Columbia Pictures. Harry Cohn le había dado completo control creativo. Cohn encargó al director adaptar Ladies of the Evening, un melodrama producido en Broadway por David Belasco en 1924. Después de que Capra completara un primer borrador de la obra invitó a Jo Swerling a trabajar con él en el guion. Swerling inicialmente declinó la oferta porque pensaba que no merecía la pena, pero al final decidió trabajar en el proyecto.
Aunque las tres últimas películas de Stanwyck habían sido fracasos comerciales y de crítica, Cohn estaba decidido a contratarla como Kay, pero la actriz estaba a punto de volver a sus raíces teatrales en Nueva York. Ella accedió a reunirse con Capra pero la entrevista no fue bien. Su marido, el actor Frank Fay, se puso furioso cuando Stanwyck volvió a casa llorando y llamó a Capra para quejarse. El director se sorprendió por la reacción de Barbara, ya que en la entrevista había actuado como si no quisiera el papel. Fay le insistió para que viera la prueba que ella había hecho para The Noose en la Warner Bros. Capra quedó tan impresionado que insistió a Cohn para firmar con ella inmediatamente.
La filmación comenzó el 14 de enero de 1930, y Capra pronto comprendió que Stanwyck era diferente a todas las actrices que había dirigido anteriormente.
Capra había trabajado anteriormente con el cámara Joseph Walker, en cuatro de sus películas mudas. El director estaba impresionado no solo con la visión artística de Walker, sino también con sus invenciones. Lanzó sus propias lentes y fotografiaba con una diferente a cada una de las actrices. Muchos de los elementos típicos de las películas de Capra fueron sugeridos por Walker. Colaboraron en 20 proyectos entre 1928 y 1946.
Se hizo una versión muda de la película para su estreno en los teatros sin sistema de sonido.